# 米洛馬 (明尼蘇達州)
米洛馬（英語：Miloma）是位於美國明尼蘇達州傑克遜縣拉克羅斯鎮區的一個非建制地區。

## 歷史
作為鐵路沿綫的路段，米洛馬於1879年成立，同年設立郵局，該郵局於1930年停運。此地原名為普雷里章克申（Prairie Junction），1906年改為現稱。現稱為密爾沃基和奧馬哈的混成詞。

## 地理
米洛馬所處的海拔為高於海平面436米（即1431英呎），而該地所採用的時區為UTC-6，即北美中部時區（CST）。同時該地設有夏令時間，為UTC-6調快一小時，即UTC-5（CDT）。